# Cerkev Kristusa Kralja, Zgornje Škofije
Cerkev Kristusa Kralja (it. Chiesa di Re Cristo) na Zgornjih Škofijah je podružnična cerkev župnije Škofije.
Cerkev stoji v naselju, ob cesti na Tinjan. 

## Zgodovina
Ko je bila v glavnem zgrajena cerkev na Spodnjih Škofijah, je temeljni kamen za novo cerkev leta 1934 blagoslovil dekan iz Ospa Fran Malalan. Glavna gradbena dela so bila končana leta 1938, zaradi pomanjkanja sredstev je cerkev ostala brez zvonika in fasade. Blagoslovitev cerkve je potekala 29. novembra 1938. Do leta 1960 je bila cerkev podružnica župnije Dekani.

## Zunanjost cerkve
Cerkev je enoladijska, s prezbiterijem v obliki trapeza. Pročelje krasi dekorativno oblikovani trikotni zaključek. Kritina je opečna, s tradicionalnimi korci.

## Notranjost cerkve
Cerkvena ladja ima banjasti strop, z odprtim ostrešjem s planetami.

### Notranja oprema
Glavni oltar ima na nastavkih nad oltarno mizo nad tabernakljem kip Kristusa Kralja, na obeh straneh pa kipa Marije in sv. Antona Padovanskega.

## Zvonik
Zvonik je bil k cerkvi dograjen naknadno, fasada cerkve je bila dokončana leta 1957.

### Zvonovi
V zvoniku je en majhen zvonec.